# Walki o Częstochowę (1945)
Walki o Częstochowę – jedno ze starć Armii Czerwonej ze znajdującym się w odwrocie niemieckim Wehrmachtem, stoczone w dniach 16–17 stycznia 1945 w ramach operacji wiślańsko-odrzańskiej, w wyniku którego oddziały radzieckie zdobyły Częstochowę.

## Niemieckie przygotowania
Już latem 1944 roku naczelne dowództwo sił zbrojnych III Rzeszy wydało rozkaz przygotowania Częstochowy, jako miasta o położeniu strategicznym, do roli punktu oporu Wehrmachtu do ostatniego żołnierza. Rozpoczęto wówczas fortyfikowanie Częstochowy i jej okolic. Prace nadzorowała Organizacja Todta, która przygotowała w pasie 10–25 km na wschód od miasta system umocnień i okopów przeciwczołgowych mający szerokość 400 m. Na ulicach wlotowych do Częstochowy zbudowano barykady przeciwczołgowe z kamienia zbrojonego, a w sąsiadujących z nimi budynkach utworzono gniazda karabinów maszynowych. W okolicach obecnej al. Armii Krajowej zbudowane zostały uzbrojone magazyny, będące zapleczem 4 Armii Pancernej. Pod koniec 1944 roku w Częstochowie stacjonowało 5180 żołnierzy Wehrmachtu, 4280 żołnierzy rekrutowanych z byłych jeńców radzieckich i ochotników z krajów bałtyckich.

## Radziecka ofensywa nad Pilicą
Częstochowę wyzwalać miały oddziały należące do 5 Gwardyjskiej Armii, 9 i 14 Gwardyjska Dywizja Piechoty. Wobec szybkich postępów wojsk radzieckich w operacji wiślańsko-odrzańskiej, Niemcy nie zdążyli obsadzić przygotowanych umocnień, siły przewidziane do tego celu zostały rozbite albo były w drodze z głębi Rzeszy. 15 stycznia 14 DP napotkała jednak silny opór, Niemcy siłami 68 i 304 Dywizji Piechoty zdołali przejść do lokalnej kontrofensywy. Dopiero wieczorem siły radzieckie odzyskały inicjatywę, zdobyły Szczekociny, zabezpieczyły przeprawy na Pilicy i dotarły do Secemina.
O świcie 16 stycznia dowodzona przez majora Siemiona Chochriakowa grupa czołgów 54 Brygady Pancernej wyruszyła ku wyznaczonej przeprawie na Pilicy, jednostkę wzmocniono żołnierzami desantu z 2 batalionu 23 Gwardyjskiej Brygady Piechoty Zmotoryzowanej kapitana Nikołaja Goriuszkina. Batalion piechoty zmotoryzowanej liczył ok. 400 żołnierzy, pułk artylerii pancernej posiadał 21 dział samobieżnych, zaś batalion czołgów liczył 21 maszyn T-34-85. W Świętej Annie doszło do starcia z nieliczną załogą niemiecką, wspartą przez Luftwaffe i artylerię. Sam 2. batalion 54 Brygady Pancernej Chochriakowa wyruszył ze wsi przed nalotem, który zadał taborom i piechocie duże straty, Chochriakow nie wiedział więc, że porusza się bez wsparcia dwóch batalionów czołgowych.
Na pierwszy poważniejszy opór niemiecki oddziały radzieckie natknęły się w Mstowie, radzieccy czołgiści rozbili jednak oddziały hitlerowskie, wyzwalając miejscowość i udając się w kierunku Częstochowy, do której dotarli po południu. Z opóźnieniem pozostałe siły brygady, złożone z 1 i 3 batalionu czołgów, obeszły miasto od południa i północy, zajmując stanowiska na zachodnim skraju, co odcięło Niemcom drogę odwrotu.

## Wkroczenie do Częstochowy
Wobec braku łączności radiowej z dowództwem brygady, Chochriakow zdecydował o wejściu do miasta. Wojska radzieckie wjechały do Częstochowy przez lukę w barykadzie na ul. Warszawskiej. Na pl. Narutowicza (obecnie pl. Ignacego Daszyńskiego) siły radzieckie podzieliły się, część pojechała ul. Orlicz-Dreszera (obecnie ul. Ogrodowa) i 1 Maja w kierunku dworca Stradom, druga część do dawnej dzielnicy żydowskiej, a kilka czołgów Alejami Najświętszej Maryi Panny. Do spotkań z siłami niemieckimi doszło przy skrzyżowaniu z Wałami Dwernickiego, gdzie natknięto się na kolumnę ciężarówek, al. Wolności, gdzie stał czołg Tygrys, i pl. Pierackiego (obecnie pl. Biegańskiego), gdzie ulokowany był punkt ogniowy. Atakujący oddział Armii Czerwonej stracił w Alejach jeszcze jeden, trzeci, czołg.
Zaminowany przez Niemców klasztor na Jasnej Górze, z pomocą zakonników rozminował saper sierż. Konstanty Korolkow. Naoczny świadek Borys Polewoj rozminowanie klasztoru opisał w reportażu umieszczonym w książce Do Berlina 896 kilometrów. Od jesieni 1944 Niemcy naciskali na przeora Stanisława Nowaka aby zakonnicy opuścili klasztor. Pomimo szykan i gróźb pozostali oni na Jasnej Górze. Dzięki temu mogli w krytycznym okresie ugasić pożar wzniecony przez Niemców na dziedzińcu klasztornym. Niemiecka obsada klasztoru podpaliła ciężarówkę z dokumentami i materiałami łatwopalnymi. W rozmowie z dziennikarzem Jarosławem Sobkowskim historyk Wojciech Rotarski stwierdził, że sam klasztor nie był zagrożony wysadzeniem.

## Walki na Stradomiu
Na terenie dworca Częstochowa Stradom doszło do dwugodzinnego starcia grupy radzieckiej z załogą pociągu wiozącego czołgi dla niemieckiej 4 Armii Pancernej. Po staranowaniu parowozu i opanowaniu budynku dworca, nieznający siły oddziałów radzieckich i obawiający się okrążenia, Niemcy porzucili czołgi i uciekli w stronę Lublińca. Wieczorem, do miasta dotarły główne siły 54 Gwardyjskiej Brygady Pancernej. Ciężkie walki toczyły się w okolicach Jasnej Góry i ul. św. Barbary, na której znajdowała się umocniona barykada.

## Posiłki radzieckie
Jeszcze 16 stycznia, wieczorem, dowódca 1 Frontu Ukraińskiego, marsz. Iwan Koniew, nakazał dowódcy 5 Gwardyjskiej Armii wydzielenie oddziału składającego się z czołgów, dział pancernych, artylerii i piechoty do wyzwolenia Częstochowy. Siły, dowodzone przez płka G. Dudnika, dotarły do miasta w południe 17 stycznia, ale już o godzinie 7.00 rano czasu moskiewskiego, dowódca 54 Brygady Pancernej, Iwan Czugunkow, zgłosił meldunek o całkowitym wyparciu sił niemieckich z miasta.

## Postscriptum
Siły, które dotarły do Częstochowy w południe 17 stycznia, wykorzystane zostały do odparcia kontruderzeń niemieckich z Blachowni, które zakończyły się wycofaniem Niemców późnym wieczorem. Jeszcze 17 stycznia do miasta dotarł 31 Samodzielny Korpus Pancerny, który stacjonował w nim przez dobę, oczekując na zaopatrzenie w paliwo i amunicję.
Za bohaterską walkę w Częstochowie mjr Siemion Chochriakow został przedstawiony do odznaczenia Złotą Gwiazdą Bohatera Związku Radzieckiego, przy czym było to dla niego już drugie takie odznaczenie.
Sukces wojsk radzieckich w wyzwoleniu Częstochowy spod okupacji niemieckiej wynikał ze szwankującej organizacji i obniżającego się morale sił niemieckich, które, w obawie przed okrążeniem i niewolą, wycofywały się z kolejnych punktów oporu w mieście pod naporem wielokrotnie mniejszych jednostek radzieckich. Działanie takie wynikało z braku rozpoznania nt. rzeczywistej siły grupy mjra Chochriakowa. Szybkie postępy wojsk radzieckich po rozpoczęciu ofensywy z linii Wisły nie pozwoliły Niemcom skoncentrować znaczących sił do obrony Częstochowy, również działania niewielkiego oddziału Chochriakowa pozwoliły zająć miasto bez długotrwałych walk i uniknąć znaczących zniszczeń w zabudowie i strat wśród mieszkańców.
17 lutego w Alejach odbyła się uroczysta defilada żołnierzy częstochowskiego garnizonu „Ludowego” Wojska Polskiego z okazji wyzwolenia miasta. Armia Czerwona natomiast stacjonowała w mieście do czerwca 1946 roku. Żołnierze Armii Czerwonej w Częstochowie popełnili 22 zabójstwa, 36 napadów rabunkowych, 136 kradzieży, 11 gwałtów, a także dokonali licznych „rekwizycji” mienia.

## Straty
Zajęcie miasta kosztowało Armię Czerwoną 10 oficerów i 18 żołnierzy zabitych, a także 42 rannych, a także stratę 5 spalonych i 3 nienadających się do naprawy czołgów. Niemcy stracili 1200 żołnierzy wziętych do niewoli, 8 czołgów, 25 dział i moździerzy, 52 karabiny maszynowe, 10 samochodów i przyfrontowe magazyny z bronią, amunicją i żywnością.

## W literaturze
- Świadkiem wyzwalania Częstochowy spod okupacji niemieckiej był 11-letni wówczas Marek Hłasko. Po latach, w swojej na poły autobiograficznej książce Piękni dwudziestoletni, opisał przemarsz wojsk radzieckich przez miasto i towarzyszące mu gwałty czerwonoarmistów na polskich kobietach. Scena przemarszu Armii Czerwonej przez Częstochowę otwiera również nigdy nieopublikowany utwór Hłaski pt. Olbrzym[8].
- Rozminowanie Jasnej Góry opisano w autobiograficznej książce Borysa Polewoja Do Berlina – 896 kilometrów.
- Kilka dni po wyzwoleniu w Częstochowie znalazł się pisarz i wysłannik wojenny Michaił Koriakow(inne języki). Następnie obraz z Częstochowy uratował mu życie. Powiązane historie zostały przez niego opisane w książkach Wyzwolenie duszy i I' ll never go back.